# Bitschura
Bitschura (russisch Бичура; burjatisch Бэшүүрэ) ist ein Dorf (selo) in der Republik Burjatien (Russland) mit 9145 Einwohnern (Stand 14. Oktober 2010).

## Geographie
Der Ort liegt im weiten, vom Chilok durchflossenen Tal zwischen den Mittelgebirgsketten Malchanski chrebet im Süden und Saganski chrebet im Norden, der sogenannten Bitschura- oder Chilok-Tschikoi-Senke. Er erstreckt sich über etwa 8 km entlang des linken Chilok-Zuflusses Bitschura (auch Bitschurka genannt), wenig oberhalb der Mündung. Bitschura ist etwa 140 Kilometer Luftlinie in südlicher Richtung von der Republikhauptstadt Ulan-Ude entfernt.
Bitschura ist Verwaltungszentrum des Rajons Bitschurski sowie der Landgemeinde Bitschurskoje selskoje posselenije. Zur Landgemeinde gehört außer dem Dorf noch die Siedlung Sacharny Sawod („Zuckerfabrik“) mit gut 800 Einwohnern am linken Ufer des Chilok.

## Geschichte
Der Ort wurde erstmals 1723 als „großes Dorf“ erwähnt, nachdem in der Gegend bereits 1689 die ersten Kosakenposten entstanden waren. Der Name wurde vermutlich von der burjatischen/mongolischen Bezeichnung für eine flache, buschbewachsene Örtlichkeit abgeleitet.
1768 kam die erste Gruppe von 72 Angehörigen der altorthodoxen Glaubensgemeinschaft der Semeiskije in den Ort, die auf Anweisung der Kaiserin Katharina II. aus den westlichen Teilen des Russischen Reiches entlang der Grenze zum Königreich Polen nach Sibirien umgesiedelt worden waren. Die Semeiskije prägten in Folge die Entwicklung des Dorfes.
1935 wurde das Dorf Verwaltungssitz eines neu geschaffenen Rajons.

### Bevölkerungsentwicklung
| Jahr | Einwohner |
| ---- | --------- |
| 1939 | 7.371     |
| 1959 | 8.457     |
| 1970 | 10.130    |
| 1979 | 10.277    |
| 1989 | 11.156    |
| 2002 | 9.737     |
| 2010 | 9.147     |

Anmerkung: Volkszählungsdaten

## Kultur und Sehenswürdigkeiten
Bitschura ist auch heute noch Zentrum der altorthodoxen Kultur. Es gibt mehrere Folkloreensembles, jährlich findet in Bitschura oder einem der umliegenden Dörfer das Folklorefestival Bitschurskije jantari statt (jantar, russisch für Bernstein, nach den Bernsteinketten, die charakteristisches Merkmal der Tracht der Semeiskije-Frauen sind). Auch typische Wohn- und Wirtschaftsgebäude und -einrichtungen sind erhalten. Seit den 1990er-Jahren gibt es wieder eine altorthodoxe Kirche.
Seit 1965 existiert im Ort das Historische und Heimatmuseum des Rajons.

## Persönlichkeiten
- Jelena Chorinskaja (eigentlich Kotwizkaja; 1909–2010), Schriftstellerin und Dichterin, geboren in Bitschura

## Wirtschaft und Infrastruktur
Bitschura ist Zentrum eines Landwirtschaftsgebietes mit verschiedenen Betrieben der Lebensmittelindustrie.
Das Dorf liegt an der Regionalstraße R441, die das etwa 80 km entfernte Muchorschibir an der Fernstraße M55 „Baikal“ mit der Stadt Kjachta an der Grenze zur Mongolei verbindet und den südöstlichen Teil der Republik erschließt.